# Maude Guérin
 (juin 2011).
Si vous disposez d'ouvrages ou d'articles de référence ou si vous connaissez des sites web de qualité traitant du thème abordé ici, merci de compléter l'article en donnant les références utiles à sa vérifiabilité et en les liant à la section « Notes et références ».
Maude Guérin, née le 11 juin 1965 à La Tuque, est une comédienne québécoise.

## Biographie
Maude Guérin cumule les rôles au théâtre depuis sa sortie de l'École de théâtre du Cegep de St-Hyacinthe, au Québec. Par la suite, elle a commencé une carrière à la télévision et au grand écran. Elle a à son actif plus d'une quarantaine de productions théâtrales, une dizaine de rôles dans des séries télévisées et au cinéma. En 2018, elle remporte le prix Iris de la meilleure interprète féminine dans le film Chien de garde.

## Filmographie[1]

### Cinéma
- 1992 : Aline : la serveuse
- 1999 : Matroni et Moi : Linda
- 2000 : La Beauté de Pandore : Ariane
- 2002 : Le Collectionneur : Maud Graham
- 2005 : L'Audition : Madeleine
- 2006 : Roméo et Juliette : Nathacha Lamontagne
- 2008 : Qui (court métrage) : Jane
- 2009 : Grande Ourse : La Clé des possibles : Evelyne O'Neal
- 2015 : La Passion d'Augustine : Marguerite
- 2017 : Chien de garde : Joe, la mère
- 2023 : Les Jours heureux de Chloé Robichaud : Sabrina

### Télévision
- 1988 : Miléna Nova Tremblay : vendeuse de fleurs
- 1991 : Hamlet en Québec (Téléfilm) : beauté féroce
- 1992 : Montréal P.Q. : Mireille Panneton
- 1998 : La Part des anges : Lucie Jobin
- 2001 : Fred-dy : Nicole Bezile
- 2001 : Si la tendance se maintient : Johanne Gagnon
- 2002 : Watatatow : Carmen Gagnon
- 2004 : Smash : Maude
- 2005 : Providence) : Valérie Chénard
- 2005 : Détect.inc. : Mauve
- 2005 - 2007 : Vice caché : Christine Pouliot
- 2007 : Les Invincibles : Zoé
- 2008 : www.chezjules.tv (webtélé) : Brigitte
- 2008 : Toute la vérité  : Maître Dominique Lavergne
- 2008 - 2012 : Belle-Baie : Ginette Landry
- 2011 :  Le pick-up  : Samira Khoury
- 2013 - 2017 : Mémoires vives : Samantha Bergeron
- 2014 : En thérapie : Catherine Lambert-Savard
- 2015 : 30 vies : Mélissa Racicot
- 2016 : Feux : Claudine Grenier
- 2016 : Les Beaux Malaises : Catherine
- 2017 : Web Thérapie : Olivia Pinard
- 2019 - 2023 : 5e rang : Marie-Luce Goulet

## Distinction
- 20e gala Québec Cinéma : prix Iris de la meilleure interprétation dans un premier rôle féminin pour Chien de garde
- 2021 : prix Gémeaux pour le meilleur premier rôle féminin - série dramatique annuelle